# Zecca di Milano
La Zecca di Milano era il luogo dove dal 1474 al 1887 Milano batteva moneta metallica. Si trovava lungo via Zecca Vecchia e sostituì la Zecca di Mediolanum, attiva dall'epoca romana al 1474.

## Storia

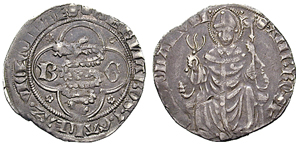
Grosso di Bernabò Visconti

Le prime monete coniate a Milano (la latina Mediolanum) si ritiene siano state delle dracme in argento emesse dal popolo degli Insubri, di origine celtica, dal IV secolo sino al I secolo a.C. A quel tempo, però, non esisteva l'edificio della zecca propriamente detto, che invece venne inaugurato sotto il governo dell'Imperatore Gallieno (nel 259-260, in occasione della concentrazione di truppe nell'area in difesa dell'Italia romana dalle invasioni di Alamanni): la zecca di Mediolanum si trovava a fianco del foro dell'antica Milano, all'incirca dove ora è presente la moderna via Moneta. per poi essere chiusa dall'Imperatore Aureliano (circa 271), che spostò la produzione di monete a Ticinum (oggi Pavia, coniazione che qui continuò fino al 326).
La produzione di monetazione metallica riprese nel 352 con Costanzo II (soprattutto aurei, e nei decenni successivi anche con il conio di monete d'argento), con lo scopo di compensare militari e burocrati e pagare tributi agli "alleati" barbari (foederati), anche in considerazione del fatto che Mediolanum era una delle capitali imperiali. Qui sembra che la coniazione di monete proseguì ininterrottamente sino al 498, poco dopo la caduta dell'Impero romano d'Occidente.

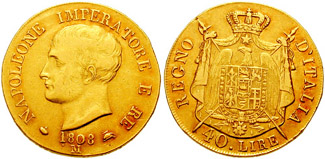
40 lire d'oro di Napoleone coniate alla zecca di Milano

Dopo il crollo dell'Impero romano, l'ultima autorità a coniare monete furono infatti gli Ostrogoti. La produzione riprese col re longobardo Desiderio (756-774) e continuò durante il Medioevo quando fu sostituita, nel 1474, durante il periodo ducale su volere di Galeazzo Maria Sforza, da un nuovo edificio sito lungo la moderna via Zecca Vecchia, che rimase attivo fino al 1887, quando fu chiusa da Umberto I di Savoia.

## Periodo romano
(Ausonio, Ordo urbium nobilium, VII)

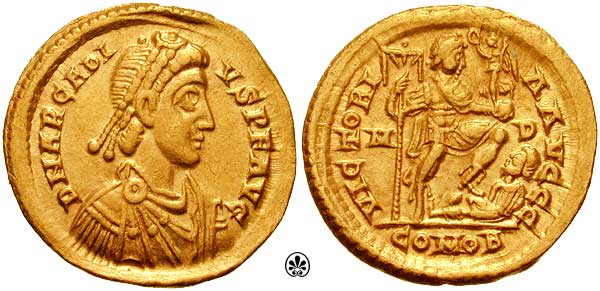
Solido raffigurante Arcadio coniato nella zecca di Mediolanum

Mediolanum cominciò a coniare monete nel 260-261 al tempo dell'Imperatore Gallieno. La prima serie era costituita da antoniniani. A partire dal 262 anche le emissioni di Mediolanum furono contrassegnate dalla marca delle officine (P(rima), S(ecunda) e T(ertia)) precedute dalla dicitura "M(ediolanum)". Qui Gallieno coniò anche aurei, quinari d'oro e d'argento, dupondi ed assi seppure in numero limitato. Sotto Aureliano che qui aprì prima una Q(uarta) officina per poi chiudere definitivamente la zecca milanese nel 274 a vantaggio della vicina Ticinum (dove le 0fficine divennero addirittura sei).
La zecca riaprì con la tetrarchia di Diocleziano, quando Massimiano scelse come sua capitale Mediolanum attorno al 290/291. Furono così riativate inizialmente due delle quattro officine del tempo di Aureliano e dal 302 anche la T(ertia) con la produzione di folles per tutti i tetrarchi. Costantino I aggiunse, infine, la Q(uarta) officina nel 324, ma chiuse definitivamente la zecca di Ticinum e di Mediolanum nel 326/327, lasciando aperte in Italia solo le zecche di Roma ed Aquileia.

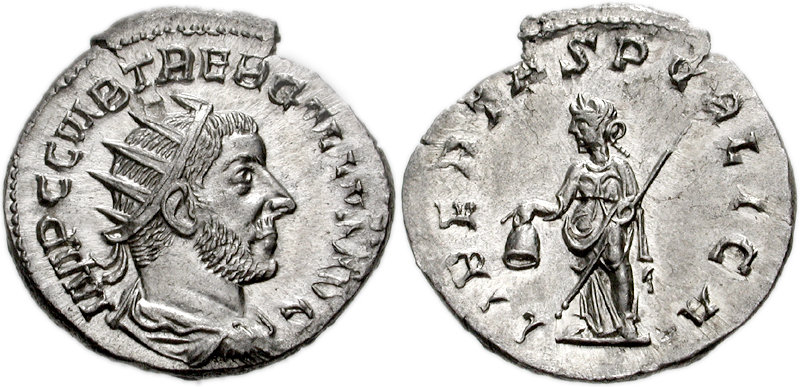
Antoniniano raffigurante Treboniano Gallo coniato nella zecca di Mediolanum

La zecca di Milano fu nuovamente riattivata sotto Costanzo II (novembre del 352), quando quest'ultimo scelse Mediolanum come sua capitale imperiale per almeno un quinquennio. Queste nuove emissioni, solo in oro ed argento, furono contrassegnate dalle marche SMMED, MED, MDOB (fino al 389) poi MD nei nominali in oro, ed MDPS e MD in quelli in argento. L'attività di questa "zecca imperiale" o "zecca comitatense" fu però limitata ai periodi in cui nella città risiedeva l'Imperatore romano o l'usurpatore del momento. In assenza di queste autorità, rimaneva inattiva. Dal 389 al 392 tornarono a battere moneta per Vanetiniano II, Teodosio ed Arcadio, con una breve interruzione nel 393-394 per l'usurpatore Flavio Eugenio, tornando a coniare monete per Teodosio, Arcadio e l'altro figlio Onorio. Con lo spostamento della capitale dell'Impero romano d'Occidente a Ravenna e l'apertura di una nuova zecca, quella di Mediolanum cominciò ad emettere sempre meno, fino alla sua terza chiusura in epoca romana dopo il 404.
Sembra infine che la zecca tornò attiva in concomitanza con la calata degli Unni di Attila ed il successivo assedio di Milano, al termine del quale l'Imperatore Valentiniano III sembra abbia coniato a Mediolanum nuove monete. Gli ultimi imperatori a coniare monete a Milano furono: Giulio Nepote (474-475), poi Leone I, Zenone ed infine Teodorico (493-526) che coniò solidi, tremissi, silique al nome di Anastasio I Dicoro.